# ドラマ映画

『風と共に去りぬ』1967年リバイバル時のポスター

ドラマ映画（ドラマえいが、drama film, drama movie）とは、劇映画のジャンルの一つで、雰囲気がユーモラスよりはシリアス寄りなものを指す。具体的には、登場人物たちの人間関係の発展、ドラマティックなテーマ、心の葛藤などを扱う。日本語でいう「ヒューマンドラマ」も英語でいうとdrama filmになる。
そもそも、映画誕生以前の演劇でいう「ドラマ」とは悲劇のみならず喜劇も含んでいた。しかし、こと映画・テレビ界、および映画学においては「ドラマ」を上記のような狭く限定した意味で使っている。なお、演劇学では「ドラマ」を劇のジャンルとして喜劇にも悲劇にも属さないものとしている。

## ドラマ映画のサブジャンル
「犯罪ドラマ」「政治ドラマ」「法廷ドラマ」「歴史ドラマ」「ホームドラマ」「青春ドラマ」のように舞台背景やテーマを示す語を頭につけて、サブジャンルを形成する。「コメディドラマ」とした場合は雰囲気の幅が広がりシリアスではなくなる。
- 犯罪ドラマ（Crime drama）
- 刑事ドラマ（police crime drama）
- 法廷ドラマ（legal drama）
- 歴史ドラマ（Historical drama）
- ホラードラマ（Horror drama）
- ドキュメンタリードラマ（Documentary drama）
- コメディドラマ（Comedy-drama）
- メロドラマ（Melodrama）
- 戦争ドラマ（Military drama）
- 恋愛ドラマ（Romantic drama）
- 青春ドラマ（Teen drama）
- ホームドラマ

## 文献
- Banham, Martin, ed. 1998. The Cambridge Guide to Theatre. Cambridge: Cambridge University Press. ISBN 0-521-43437-8.
- Cook, Pam, and Mieke Bernink, eds. 1999. The Cinema Book. 2nd ed. London: British Film Institute. ISBN 0-851-70726-2.
- Elam, Keir. 1980. The Semiotics of Theatre and Drama. New Accents ser. London and New York: Methuen. ISBN 0-416-72060-9.
- Hayward, Susan. 1996. Key Concepts in Cinema Studies. Key Concepts ser. London: Routledge. ISBN 0-415-10719-9.
- Neale, Steve. 2000. Genre and Hollywood. London: Routledge. ISBN 0-415-02606-7.

- Sheehan, Helena. 1987. Irish Television Drama: A Society and Its Stories ISBN 0-86029-011-5